# Сан Донато Чентро (Гросето)
Сан Донато Чентро је насеље у Италији у округу Гросето, региону Тоскана.
Према процени из 2011. у насељу је живело 41 становника. Насеље се налази на надморској висини од 37 м.